# JR貨物U52A形コンテナ
U52A形コンテナ（U52Aがたコンテナ）は、日本貨物鉄道（JR貨物）輸送用として籍を編入している31ft私有コンテナ（有蓋コンテナ）である。
形式の数字部位 「 52 」は、コンテナの容積を元に決定される。このコンテナ容積52㎥の算出は、厳密には端数四捨五入計算の為に、内容積51.5 - 52.4㎥の間に属するコンテナが対象となる。
また形式末尾のアルファベット一桁部位「A」は、コンテナの使用用途（主たる目的）が「普通品の輸送」を表す記号として付与されている。

## 番台毎の概要

### 38000番台

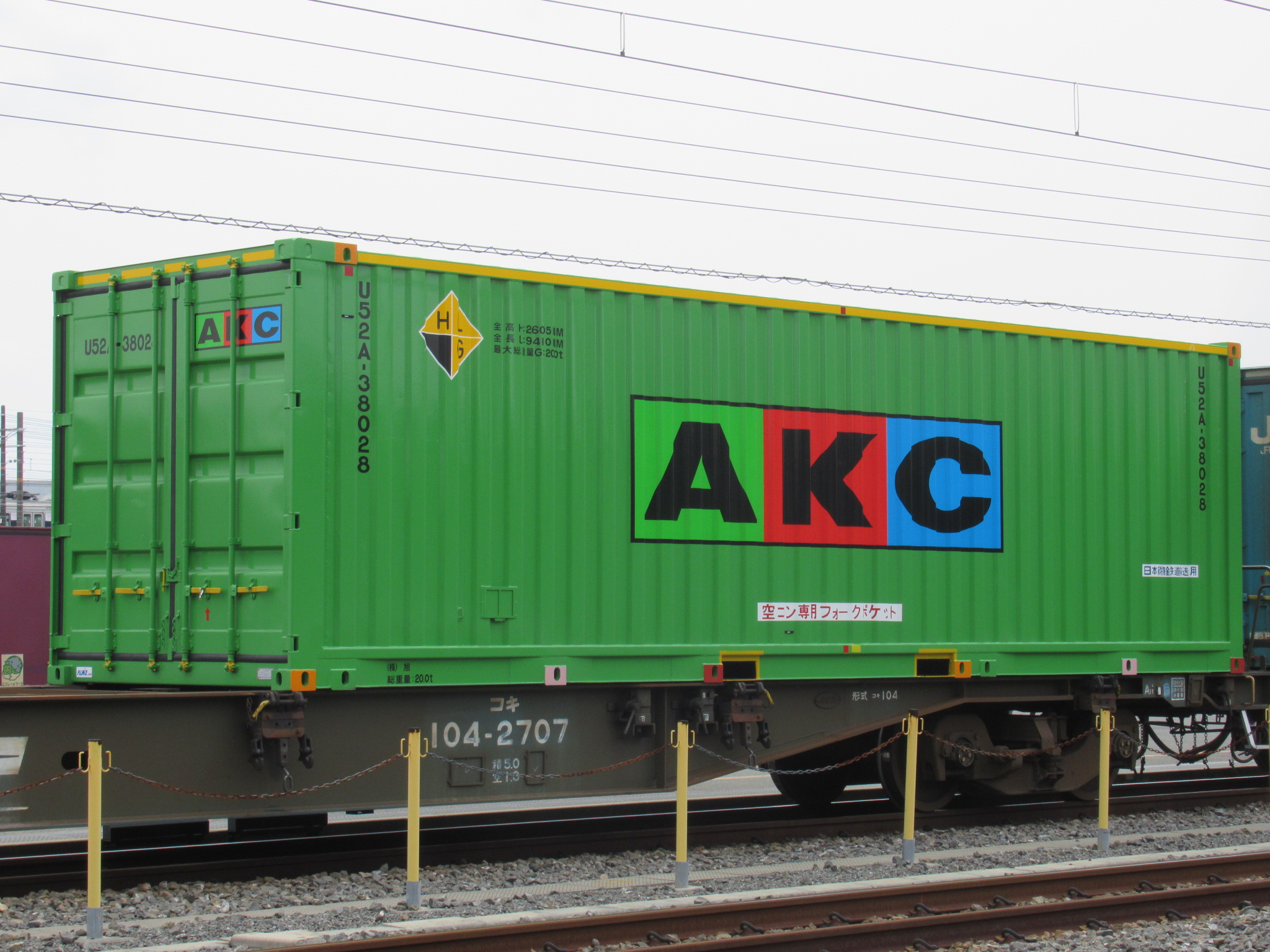
U52A-38028

38001 - 38005　
札幌通運所有、横浜ゴム借受。

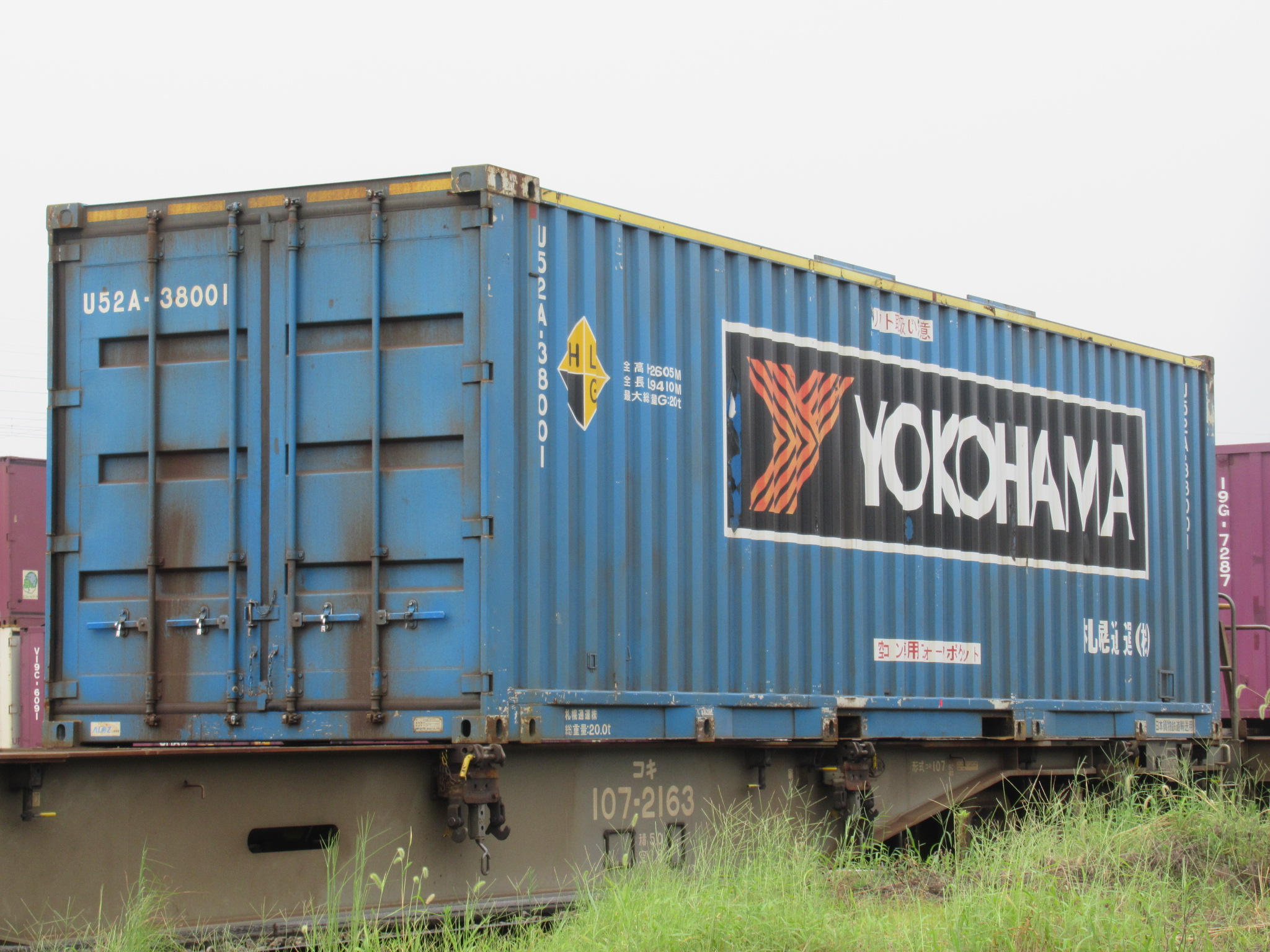
U52A-38001

38006 - 38012　
札幌通運所有。
38013 - 38022　
ロジネットジャパン東日本所有。
38023 - 38042
旭所有、淡路共正陸運借受。
- U52A-38028

38043 - 38046　
浪速運送所有。
38047 - 38076
旭所有、淡路共正陸運借受。38057以降からNX商事の銘板に替わった。

### 39500番台

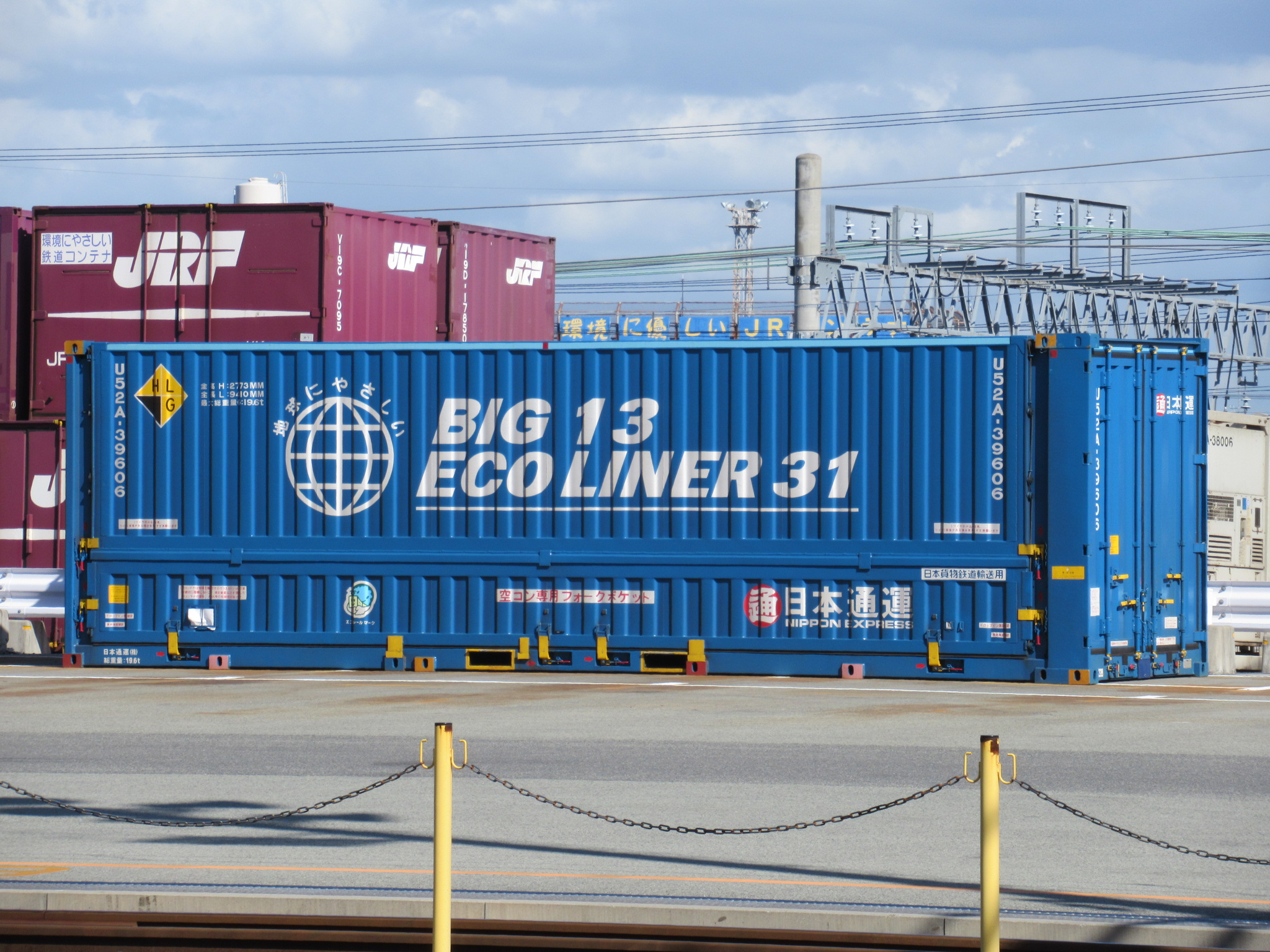
U52A-39606

39501 - 39510
刈谷通運所有。

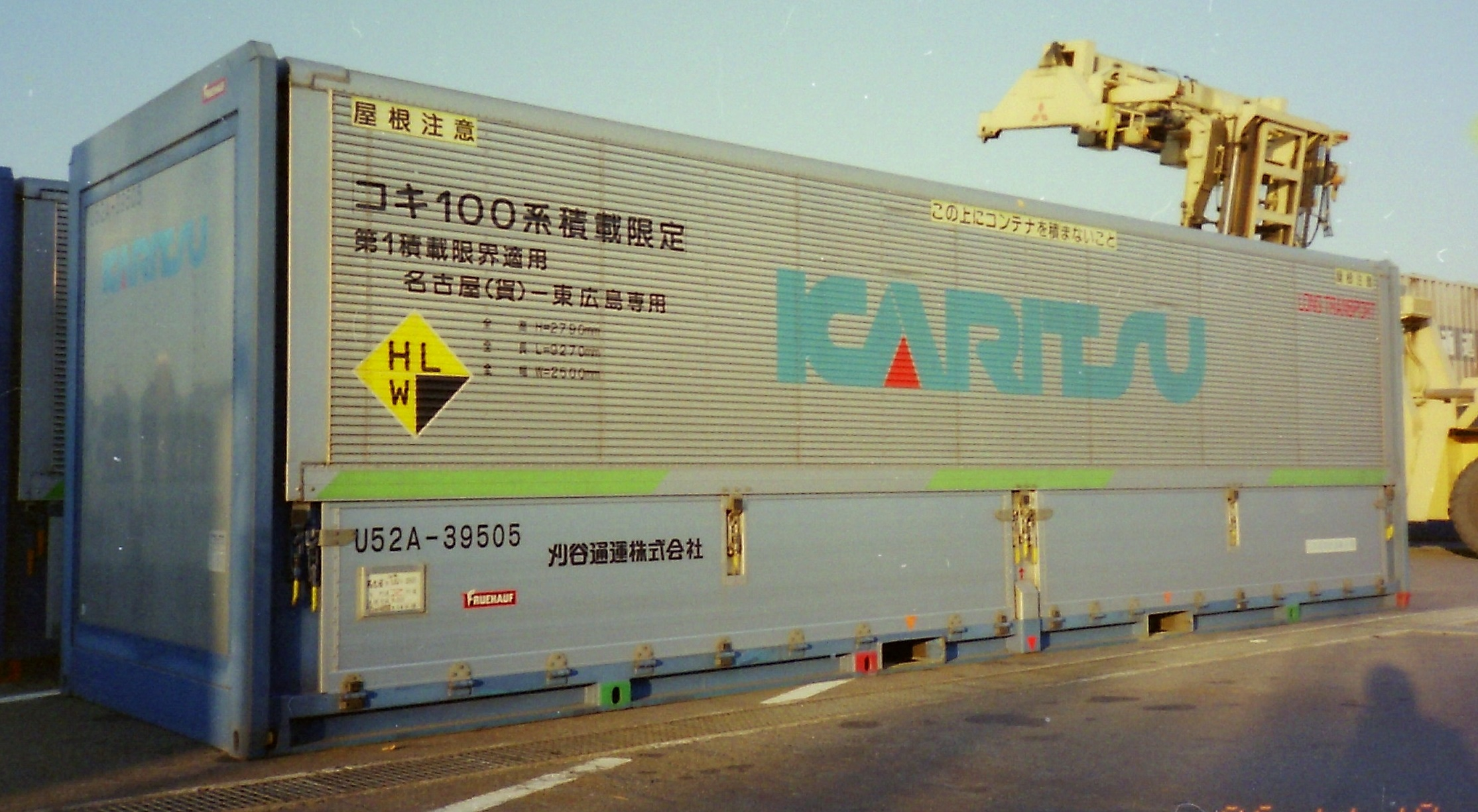
U52A-39505

39506-39510は後に静岡通運に転属した。2021年5月頃までは全ての個体がカリツー時代の塗装だったが39508が静岡通運のオリジナル塗装になった。
39511 - 39514
日本梱包運輸倉庫所有。

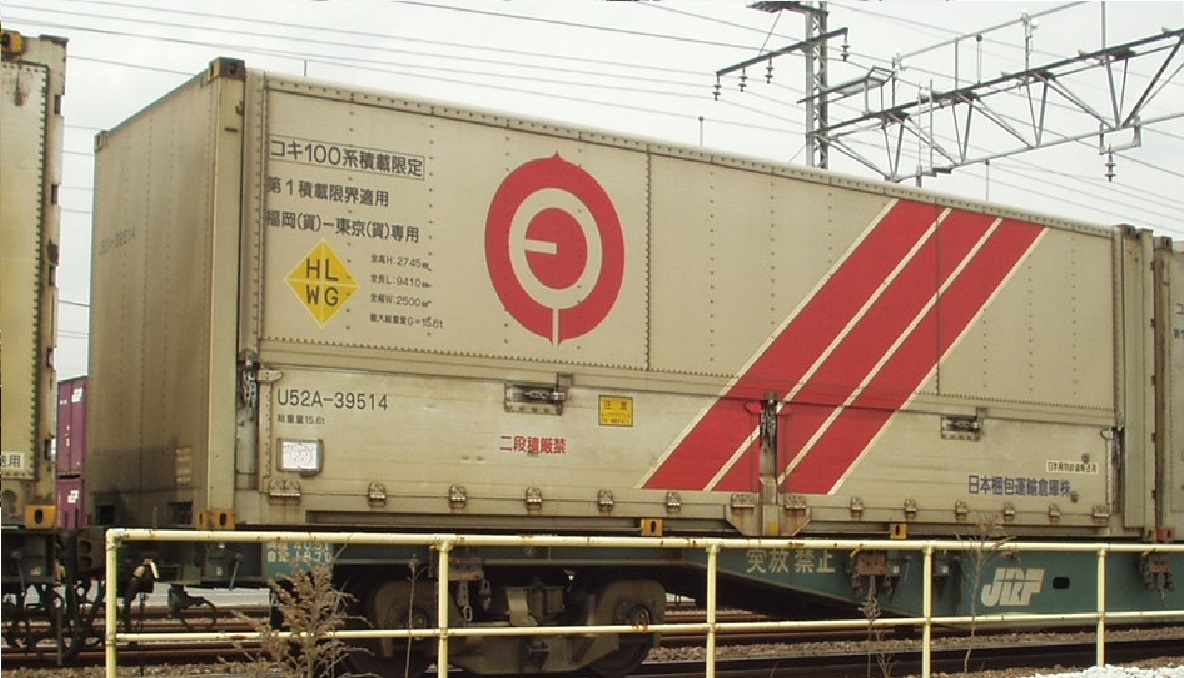
U52A-39514

39515
日本石油輸送所有のウイングルーフ式有蓋コンテナ。
全長9,410mm、総重量17.85t。床部にローラーコンベア4列設備。

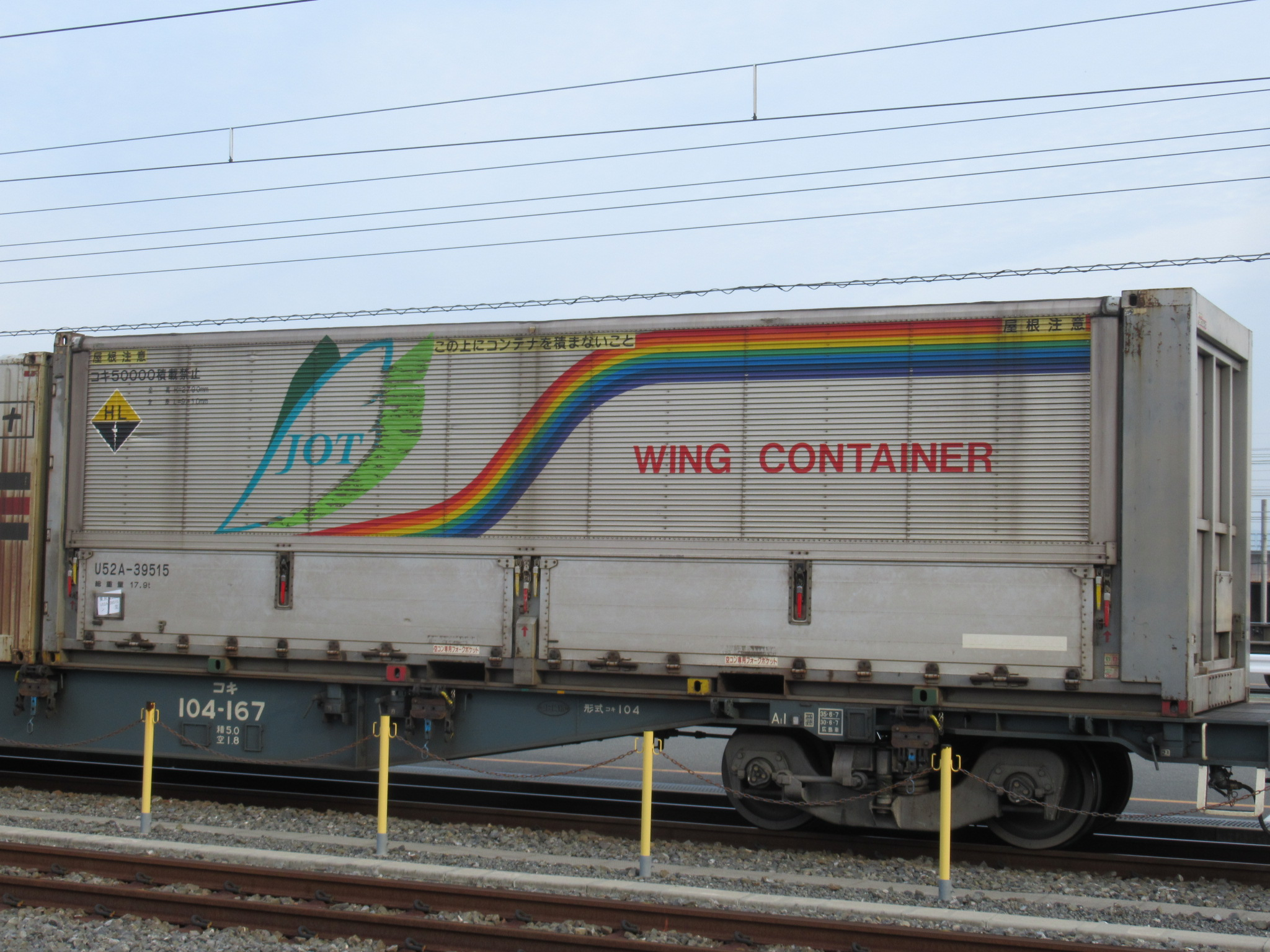
U52A-39515

イベント等で使用された。現在は味の素物流関係で稼働しており、U49A-38051/U51A-39598.39602と共同で運用されている。
39516 ・ 39517（2個）
日本通運所有。日通商事製作。片妻側一方開き、両側フルウイング仕様。規格外・ハローマーク（ 全高2,790 mm = H 表記、全長9,410 mm = L 表記、最大総重量14.6 t = G ）表記あり。
※「SUPER BIG ECO LINER 31」表記。
39518 - 39523・39529 - 39534
センコー所有。

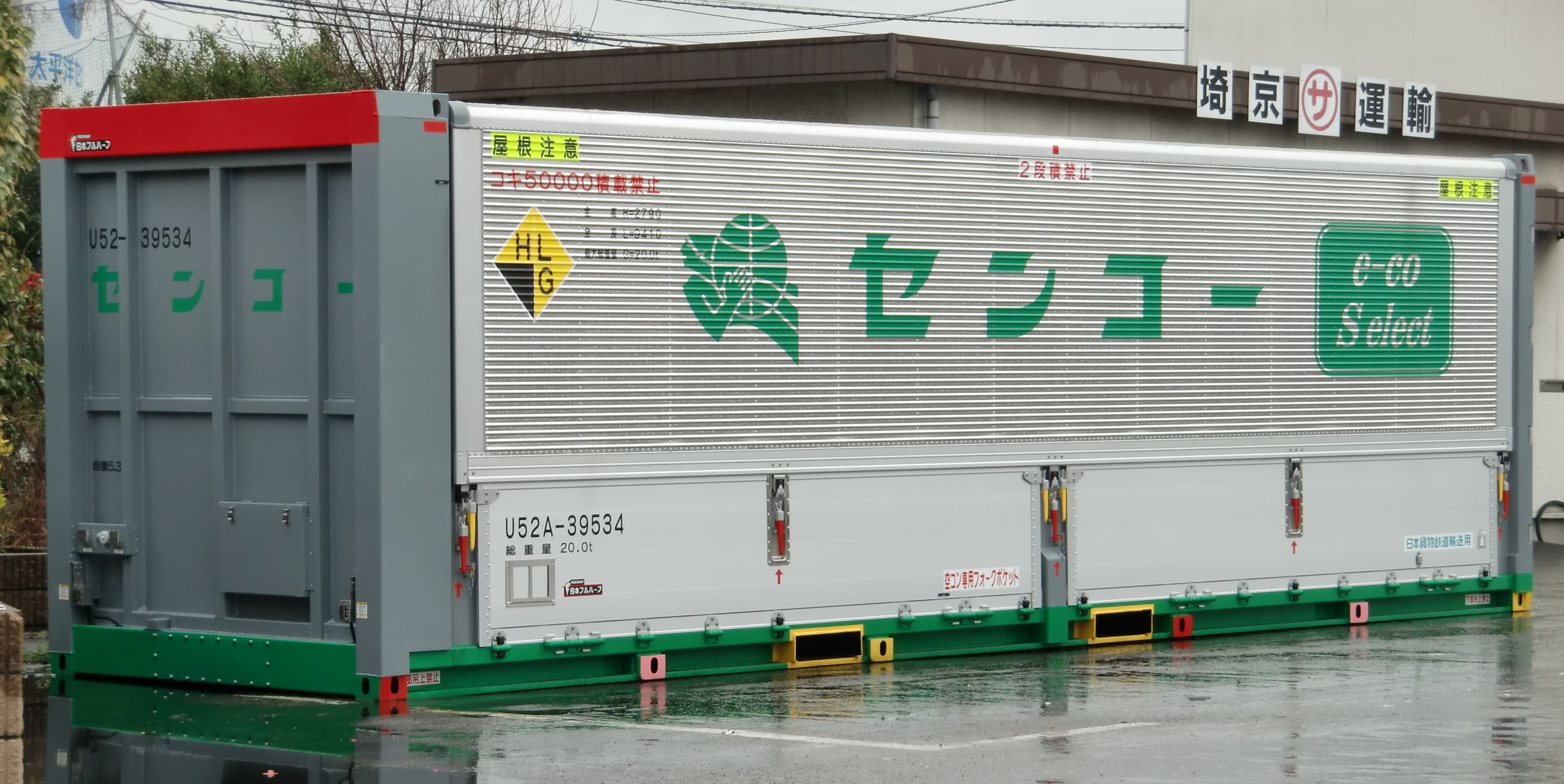
U52A-39534

39524 - 39528
センコー所有。（元積水ハウス借受。）
2017年頃からセンコーに返却されたが積水ハウスのロゴのみ塗り潰されただけで家等の積水ハウス借受時代の模様は残っている。
39529 - 39534
センコー所有。
39535・39536
センコー所有。（元ケイヨーデイツー借受。）
39537 - 39566（30個）
日本通運所有。日通商事製作。片妻側一方開き、両側フルウイング仕様。規格外・ハローマーク（ 全高2,773 mm = H 表記、全長9,410 mm = L 表記、最大総重量19.6 t = G ）表記あり。
※「BIG 13 ECO LINER 31」表記。
39567 - 39569
熊谷通運所有。
39570・39571
センコー所有。
39572・39573
静岡通運所有。
39572は福岡貨物ターミナル駅構内でトップリフター荷役中の事故で大破したが修理又は修理名目の代替新造で運用復帰した。
39574 - 39578（5個）
全国通運所有。日通商事製作。片妻側一方開き、両側フルウイング仕様。規格外・ハローマーク（ 全高2,773 mm = H 表記、全長9,410 mm = L 表記、最大総重量19.6 t = G ）表記あり。
※国からの補助金により、CO2削減を目指して日通と共に開発した、『スーパーグリーン・シャトル』シリーズ統一カラー仕様。
39579 - 39582
全国通運所有。濃飛倉庫運輸借受。39579•39580はコキ50000積載禁止表記有り。
39583 - 39594
全国通運所有。
- U52A-39593

39595
中央通運所有。
39596 ・ 39597
熊谷通運所有
39598
中央通運所有
39595と同一だがハローマークの位置が高くなった。

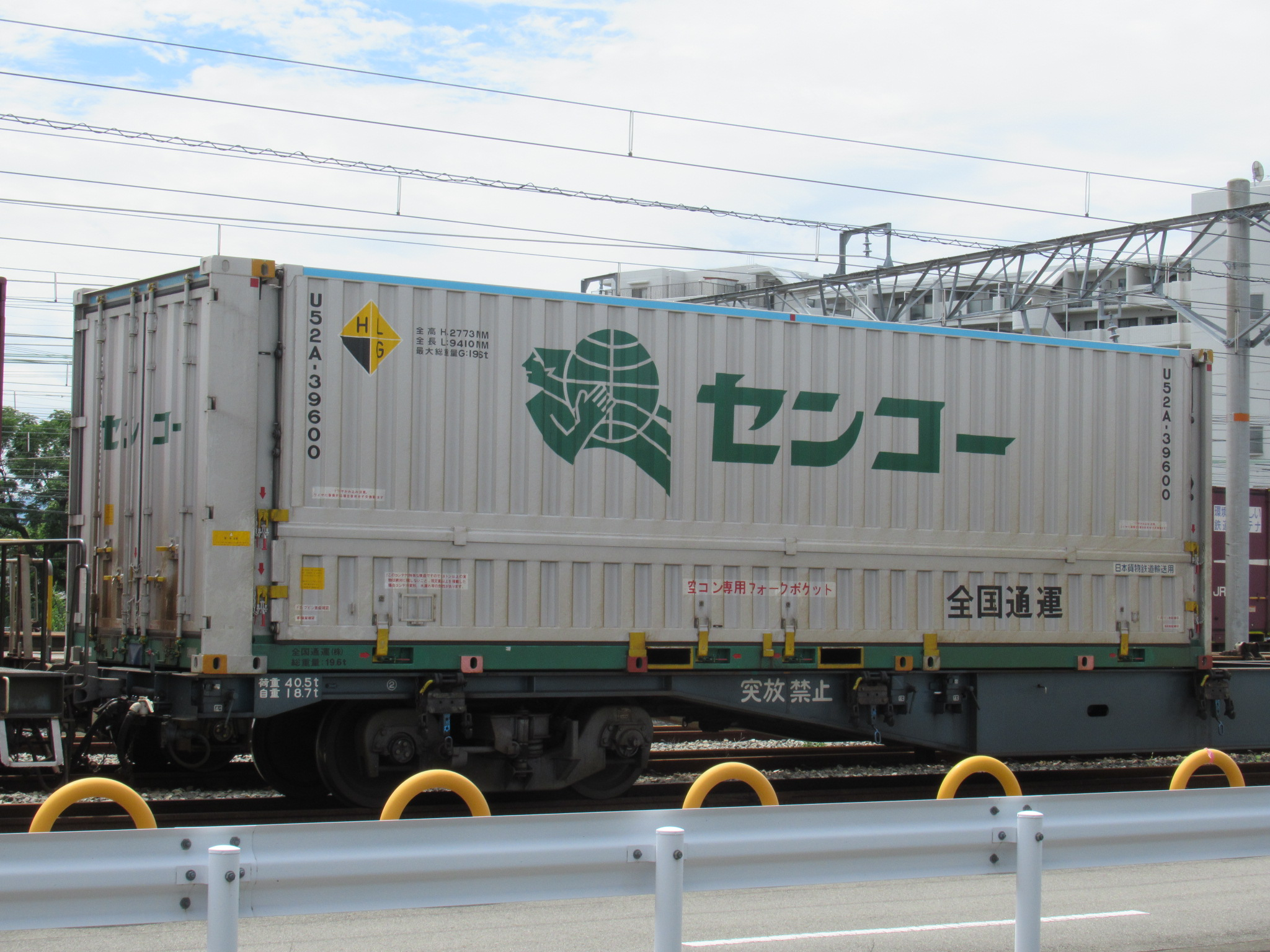
U52A-39600

39599 - 39601
全国通運所有。センコー借受。

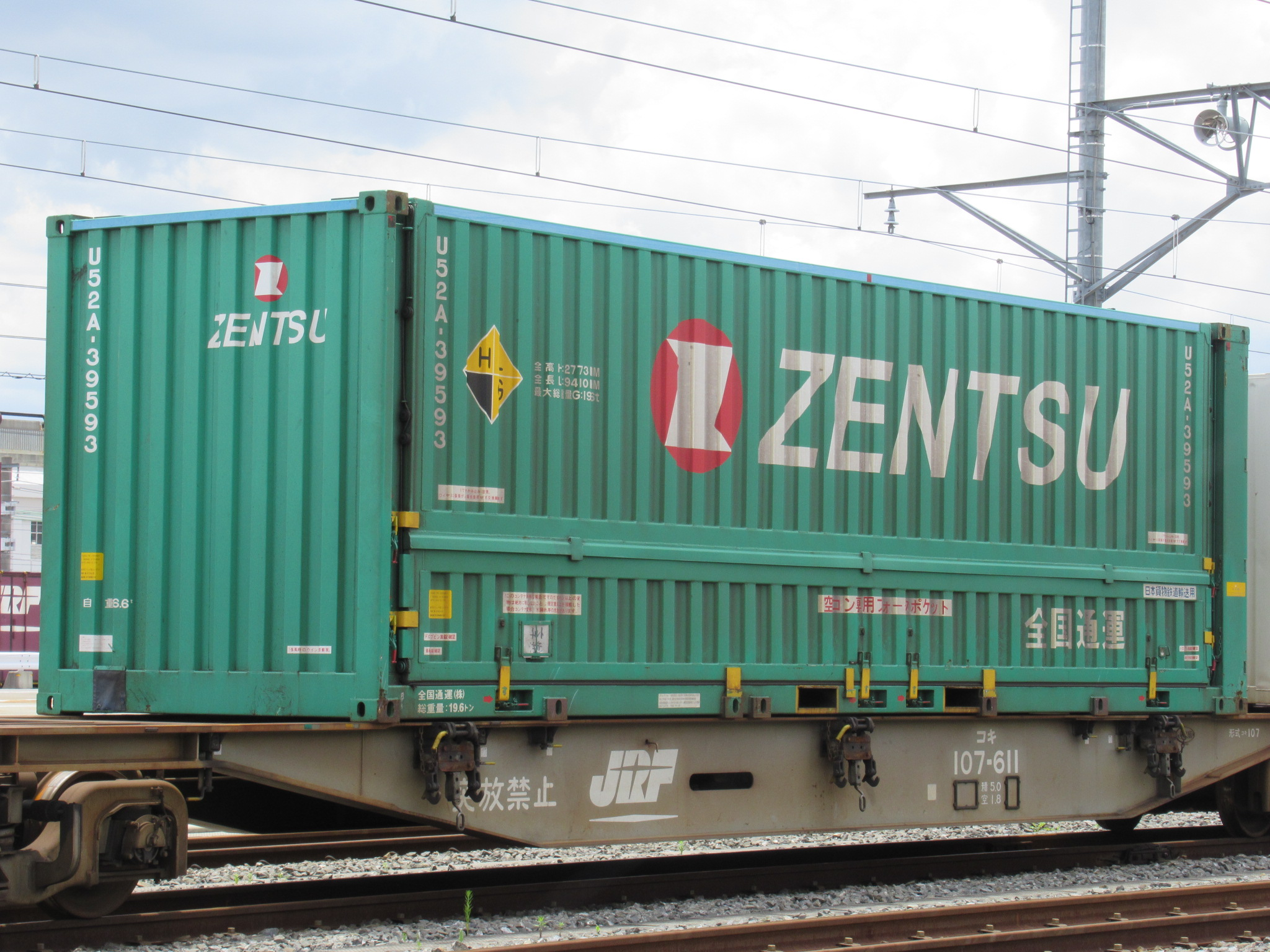
U52A-39600

39602
ロジネットジャパン所有。
39603 - 39612（10個）
日本通運所有。日通商事製作。片妻側一方開き、両側フルウイング仕様。規格外・ハローマーク（ 全高2,773 mm = H 表記、全長9,410 mm = L 表記、最大総重量19.6 t = G ）表記あり。
※「BIG 13 ECO LINER 31」表記。
- U52A-39606

39613
王子運送所有。
39614・39616
中央通運所有。ASKUL Logist借受。
39615
ロジネットジャパン所有。
39617 - 39626（10個）
日本通運所有。日通商事製作。片妻側一方開き、両側フルウイング仕様。規格外・ハローマーク（ 全高2,773 mm = H 表記、全長9,410 mm = L 表記、最大総重量19.6 t = G ）表記あり。
※「BIG 13 ECO LINER 31」表記。